# Letecká základna Chacerim
Základna Izraelského vojenského letectva Chacerim (hebrejsky: בסיס חיל-האוויר חצרים, Bsis Chel ha-Avir Chacerim) (ICAO: LLHB) je letecká základna Izraelského vojenského letectva v Negevské poušti, nacházející se na západním předměstí Beerševy poblíž kibucu Chacerim. Výstavba základny začala počátkem 60. let a dokončena byla 3. října 1966. Stala se první leteckou základnou, která se nenacházela v místě bývalé základny britského Královského letectva (RAF). Na základně se rovněž nachází muzeum Izraelského vojenského letectva, které existuje od roku 1977, avšak které je pro veřejnost otevřené až od června 1991. Od dubna 1966 se na základně nachází i letecká akademie Izraelského vojenského letectva a kromě ní je zde doma i akrobatický tým vojenského letectva IAF Aerobatic Team. Zajímavostí je, že na této letecké základně je vystaven i plně funkční exemplář letadla Avia S-199 (poslední označení D-112). Tento letoun, pocházející z československé pomoci při vzniku Státu Izrael, se do Izraele dostal v roce 1948 v rámci leteckého mostu Žatec-Ekron.

## Jednotky
- 69. eskadra – F-15I
- 102. eskadra – A-4N
- 107. eskadra – F-16I
- 123. eskadra – UH-60 Black Hawk
- 130. eskadra – AB206
- 141. eskadra – A-4N
- 142. eskadra – F-4E
- 155. eskadra – Samson/Delilah UAV
- 162. eskadra – Hughes 500MD/AH-1
- 247. eskadra – C-12/Do 28B
- 252. eskadra – T-4H/J